# Проекционный телевизор

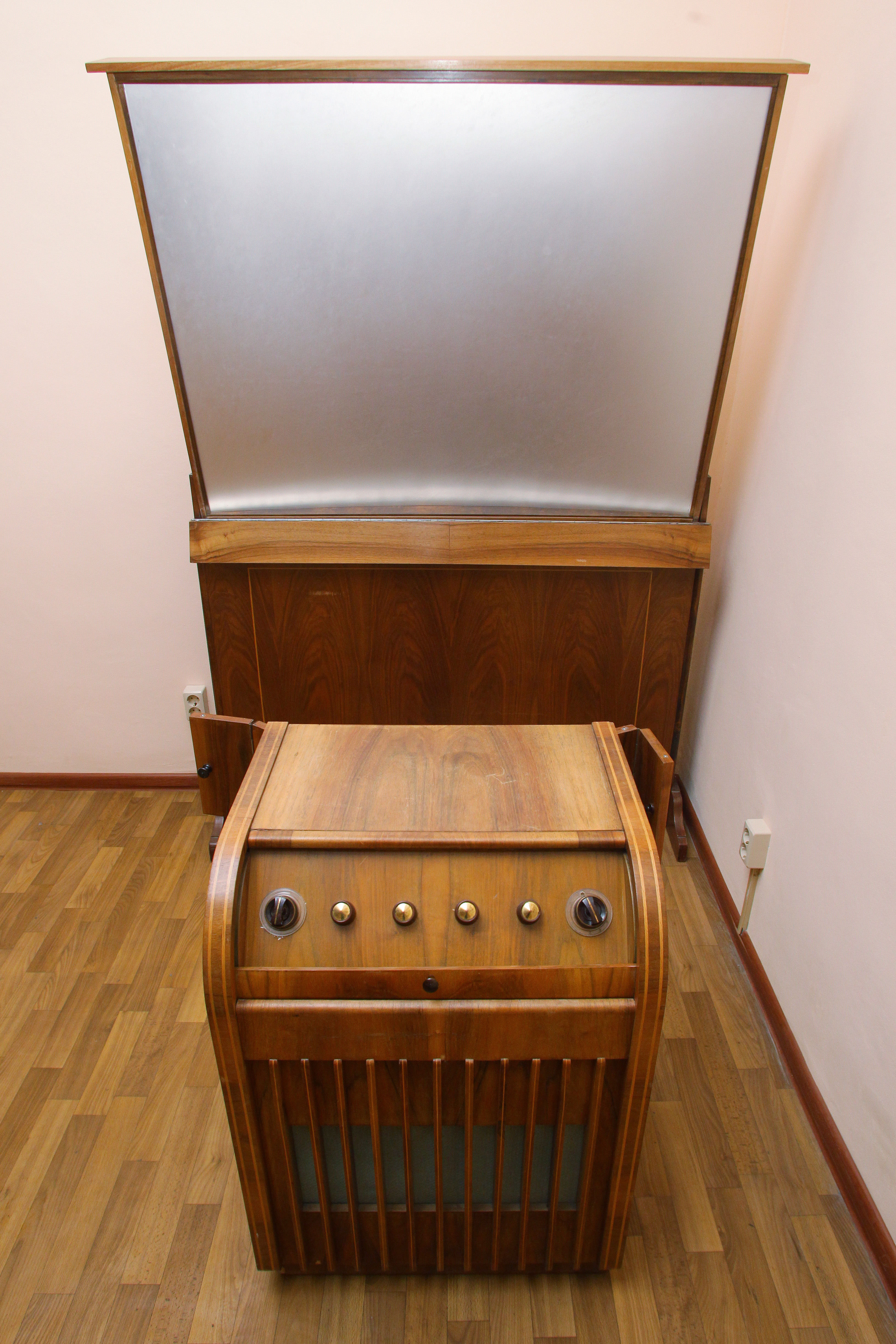
Чёрно-белый проекционный телевизор «Москва». СССР, 1957 год

Телевизор проекционный — разновидность телевизора, изображение которого рассматривается зрителями на большом экране после его оптического увеличения. В большинстве случаев при этом на кинескопах или других устройствах создаётся небольшое изображение, которое при помощи оптической системы увеличивается и проецируется на большой экран. 
Первые проекционные телевизоры, доступные для индивидуального пользования, строились только на основе специальных кинескопов с высокой яркостью, но современные устройства этого типа основаны на более эффективных технологиях, таких как DLP, LCoS, LCD и лазерная проекция. Проекция может производиться как с обратной стороны полупрозрачного экрана, так и спереди, однако в последнем случае устройство чаще называется видеопроектором. Проекционные телевизоры с просветным экраном по форм-фактору не отличаются от обычных.

## Историческая справка
Получить телевизионное изображение на большом экране пытались ещё во времена механического телевидения. Одной из самых удачных была британская система «Скофони» (англ. Scophony), дававшая изображение размером 2,8 × 3,7 метров. С появлением электронного телевидения попытки создать проекционный экран продолжились в большинстве экономически развитых стран. В США первый проекционный телевизор «RCA 648 PTK», выпущенный в 1947 году, давал изображение 15×20 дюймов, превосходящее по размеру экран любого кинескопа тех лет. В СССР в 1957 году тиражом 2000 экземпляров был выпущен чёрно-белый телевизор «Москва» с диагональю отражающего экрана 1,5 метра. Однако, большинство этих конструкций не производились массово из-за сложности и низкого качества чёрно-белого изображения. Массовый выпуск цветных проекционных телевизоров был начат лишь в 1972 году компаниями Sony и Advent. Устройства содержали кинескопы высокой яркости, изображение которых при помощи зеркально-линзовой проекционной системы увеличивалось на экране. Для получения цветного изображения использовались три кинескопа с люминофорами трёх основных цветов, изображения которых оптически совмещались. По сравнению с обычными цветными телевизорами с единственным кинескопом использование трёх трубок обеспечивает более высокое качество изображения, на котором отсутствует регулярная структура от теневой маски. В СССР выпускался аналогичный проекционный телевизор ТВ-01ПЦ с диагональю отражающего экрана 115 сантиметров. 
Однако, несмотря на большой размер изображения, его яркость оставалась невысокой: из-за больших световых потерь в проекционной оптике требовалась очень высокая яркость свечения кинескопов. Этот параметр был ограничен, поскольку при высокой яркости срок службы кинескопов резко укорачивается, поэтому кинескопы использовались для экранов, размер которых не превышал 12 квадратных метров. Существенным шагом вперёд стала система NovaBeam, реализованная в 1979 году американцем Генри Клоссом. Он решил главную проблему кинескопных проекционных телевизоров, которая заключалась в низкой световой эффективности и сложности юстировки их оптической системы. Для этого в каждую трубку встраивалась своя зеркально-линзовая катадиоптрическая система, дающая на экране увеличенное изображение растра. Телевизоры этого типа давали качественное изображение на экранах с диагональю до 3 метров.
Свободной от этих ограничений была светоклапанная технология «Эйдофор», изобретённая в 1939 году в Высшей технической школе Цюриха. В видеопроекторах этой системы световой поток создаётся не люминофором, а мощной ксеноновой лампой, яркость которой модулируется поверхностью масляной плёнки, изгибающейся под действием коммутирующего её электронного пучка. Однако такие устройства чрезвычайно громоздки и сложны в обслуживании, поэтому применялись только киностудиями и в специальных сферах, например в космическом центре НАСА и советском ЦУПе.
С появлением современных светоклапанных технологий на основе полупроводников и микрозеркал возможность получения телевизионного изображения на больших экранах стала доступной в устройствах бытового класса, и кинескопные проекционные телевизоры быстро устарели. Развитие технологий видеопроекции и рост размеров экрана плоских LCD и LED телевизоров привели к отказу большинства производителей от разработки и выпуска проекционных телевизоров. Так, в конце 2012 года компания Mitsubishi объявила о прекращении производства последней модели проекционного телевизора. Её единственный конкурент на этом рынке Samsung отказался от проекционных телевизоров четырьмя годами ранее.

## Современные технологии

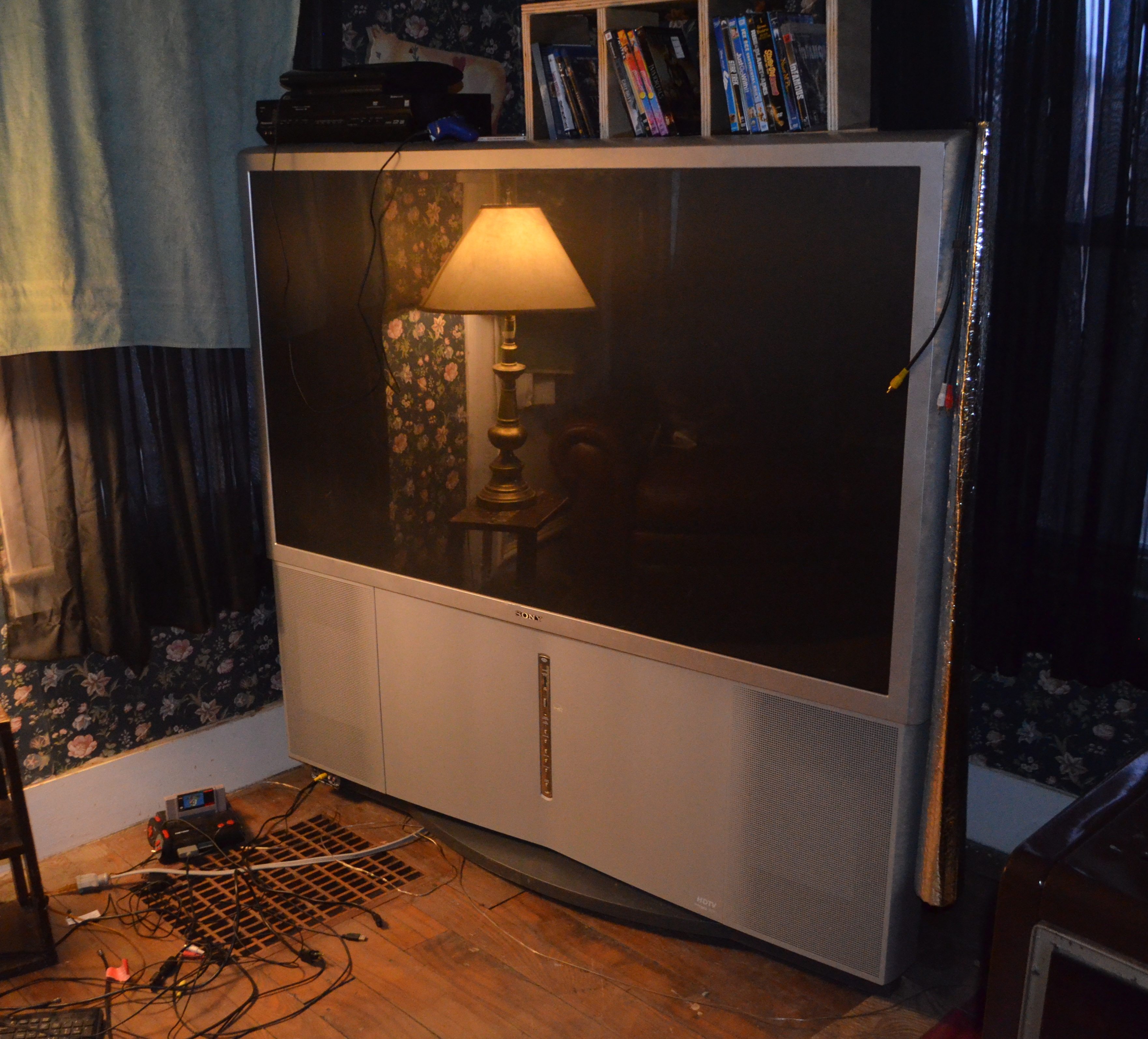
Проекционный телевизор высокой чёткости Sony. 2004 год

До появления телевидения высокой чёткости проекционные телевизоры занимали очень узкую нишу, используясь главным образом для мультимедийных презентаций и коллективных просмотров видео. Низкое качество изображения стандартной чёткости становилось особенно заметным при большом увеличении. В проекционных телевизорах, поддерживающих стандарты ТВЧ, используется светоклапанный принцип, когда видеосигнал или поток видеоданных создают промежуточное изображение, проецируемое на экран с помощью мощной лампы. Наиболее широкое распространение получили два способа воспроизведения изображений: с помощью диапроекции, то есть в проходящем свете, и путём эпипроекции в отражённом. Первый способ реализован в устройствах с жидкокристаллическими матрицами переменной прозрачности. Для получения цветного изображения используются три одинаковых матрицы, формирующие частичные цветоделённые изображения, которые затем оптически совмещаются на экране.
Для второго способа используются матрицы, меняющие отражательную способность отдельных пикселей изменением поляризации или отклонением микроскопических зеркал. Проекционные телевизоры с микрозеркальным устройством выпускаются под брендом DMD (англ. Digital Micromirror Device), а с переменной поляризацией — LCoS (англ. Liquid Crystal on Silicon). Технология DMD является разновидностью DLP, в основе которой лежит массив микроскопических зеркал, способных перенаправлять свет от лампы в объектив или на теплоотводящий радиатор. Все эти технологии используются в видеопроекторах, заменивших устаревшие проекционные телевизоры.